# Вертелецкая, Светлана Анатольевна
Светла́на Анато́льевна Вертелецкая (дев. Корми́лицына) (11 августа 1984, Калуга) — российская фехтовальщица на саблях, двукратная чемпионка мира и Европы, заслуженный мастер спорта, поэтесса.
Образование — высшее педагогическое, окончила Калужский государственный университет имени К. Э. Циолковского. Есть дочь Ксения. 29 декабря 2018 года вышла замуж за победителя турниров по рукопашному бою и четырехборью среди военнослужащих, обладателя чёрного пояса 2-го дана по Карате Будакай кан, мастера-инструктора по парашютному спорту, Сергея Вертелецкого.

## Спортивная карьера
Начала заниматься спортом в 1994 году, в СДЮШОР по фехтованию Калуги под руководством тренера Галины Гашинской. В 1999 году попадает в российскую сборную, тренировалась у Дмитрия Роньжина.
В 2001 году Распоряжением Президента Российской Федерации от 13.12.2001 г. № 696-рп премирована по списку одаренных детей и молодых людей, проявивших незаурядные способности в различных областях знаний, культуры и спорта.
В 2004 году на последних отборочных соревнованиях перед чемпионатом мира заняла третье место и впервые попала во взрослую команду.
С 2009 года, после того, как Дмитрий Роньжин подписал контракт с Федерацией фехтования Канады, тренировалась у Сергея Сёмина .
До 2011 года входила в сборную России по фехтованию.
В 2015 году Светлана Кормилицына участвовала в краудфандинговом проекте по сбору средств для участия в этапах Кубках мира. Благодаря этому спортсменка попала на майский этап Кубка мира в Китае.
7 октября 2015 года Светлана Кормилицына выиграла «золото» Всемирных военных игр, которые проходили в Южной Корее. Светлана Кормилицына выступала в команде вместе с Диной Галиакбаровой и Марией Ридель. Они без проблем преодолели стадию ½ финала. Со счётом 45:11 были повержены китаянки. В решающем поединке наши саблистки встречались с фехтовальщицами из Италии. Россиянки захватили преимущество с первого боя и довели дело до победы — 45:36. После выступления Светлана сказала: 

Конечно, я почувствовала много позитивных эмоций, неподдельное счастье. Несмотря на то, что большое количество сил было оставлено в боях— 
6 ноября 2015 года Приказом министра обороны Российской Федерации № 819 награждена Медалью «За воинскую доблесть» 2-й степени.
28 ноября 2015 на Медальной площади Олимпийского парка Сочи состоялся торжественный ритуал приведения к военной присяге новобранцев, членов национальных сборных команд России, отобранных для дальнейшего прохождения службы в спортивных ротах ЦСКА, которые дислоцируются в Москве, Ростове-на-Дону, Санкт-Петербурге и Самаре. Всего в спортроты Центрального спортивного клуба армии было призвано 196 новобранцев по 32 олимпийским видам спорта, в том числе Светлана Кормилицына.
В 2016 году тренируется у Глотова Дмитрия Владимировича.
По состоянию на 22 августа 2016 года в рейтинге FIE (Международная федерация фехтования) Светлана Кормилицына занимала 67 место.

## Увлечения
- Любимые занятия в свободное время:
  - фото
  - игра на гитаре
  - пение
- Любимые фильмы:
  - Иван Васильевич меняет профессию
  - 3+2
- Любимые книги:
  - John Kehoe. Подсознание может все. — Popurri, 2006. — 174 с. — ISBN 9854836711.
- Любимые музыкальные группы: Стас Михайлов

Самое запоминающееся событие в жизни: сбор в Анапе — 2005 год.
Летом 2015 года сделала татуировку тигра на левой руке.
1 июня 2016 года состоялась презентация сборника стихотворений Светланы Кормилицыной «Тысяча шагов до счастья» (Издательство ООО «Ноосфера»).

## Квартирный вопрос
Незадолго до отъезда на чемпионат Европы по фехтованию 2010 в Германию, Светлана получила письмо с уведомлением о выселении из общежития в Долгопрудном. В интервью корреспонденту «Советского спорта» она сказала

— Вернусь, положу, как и собиралась, медаль на полку. Хотя где будет эта полка, неизвестно. Я живу в общежитии в городе Долгопрудном, и незадолго до отъезда в Германию мне пришло письмо с уведомлением о выселении. Не знаю, что будет дальше. Но в любом случае по возвращении я немного отдохну и буду готовиться к чемпионату мира. Тренеры раздали нам план подготовки, где все расписано по дням.

Через несколько месяцев Светлана Кормилицына получила служебную квартиру.

## Галерея

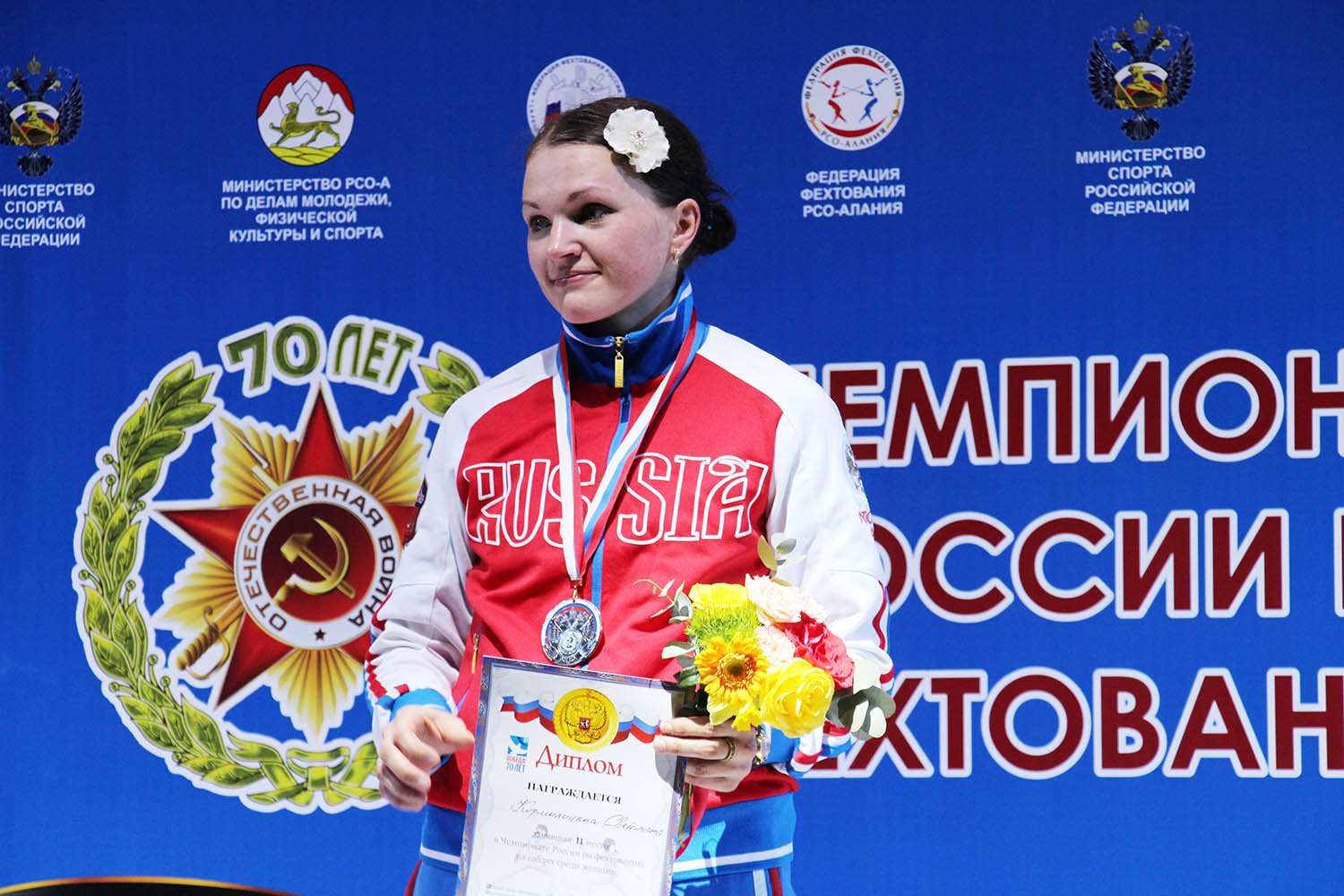
Светлана Кормилицына на ЧР-2015 во Владикавказе, проходившем 15-16 апреля 2015
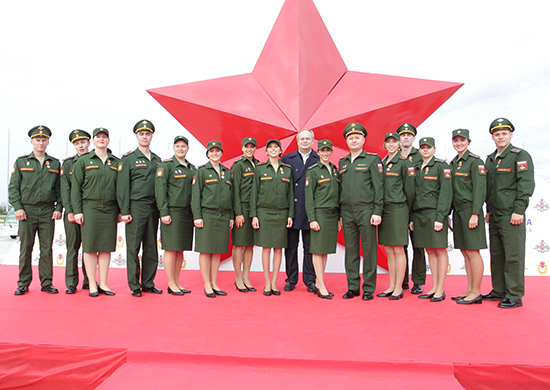
Победители и призёры VI Всемирных военных игр. Светлана Кормилицына — шестая слева
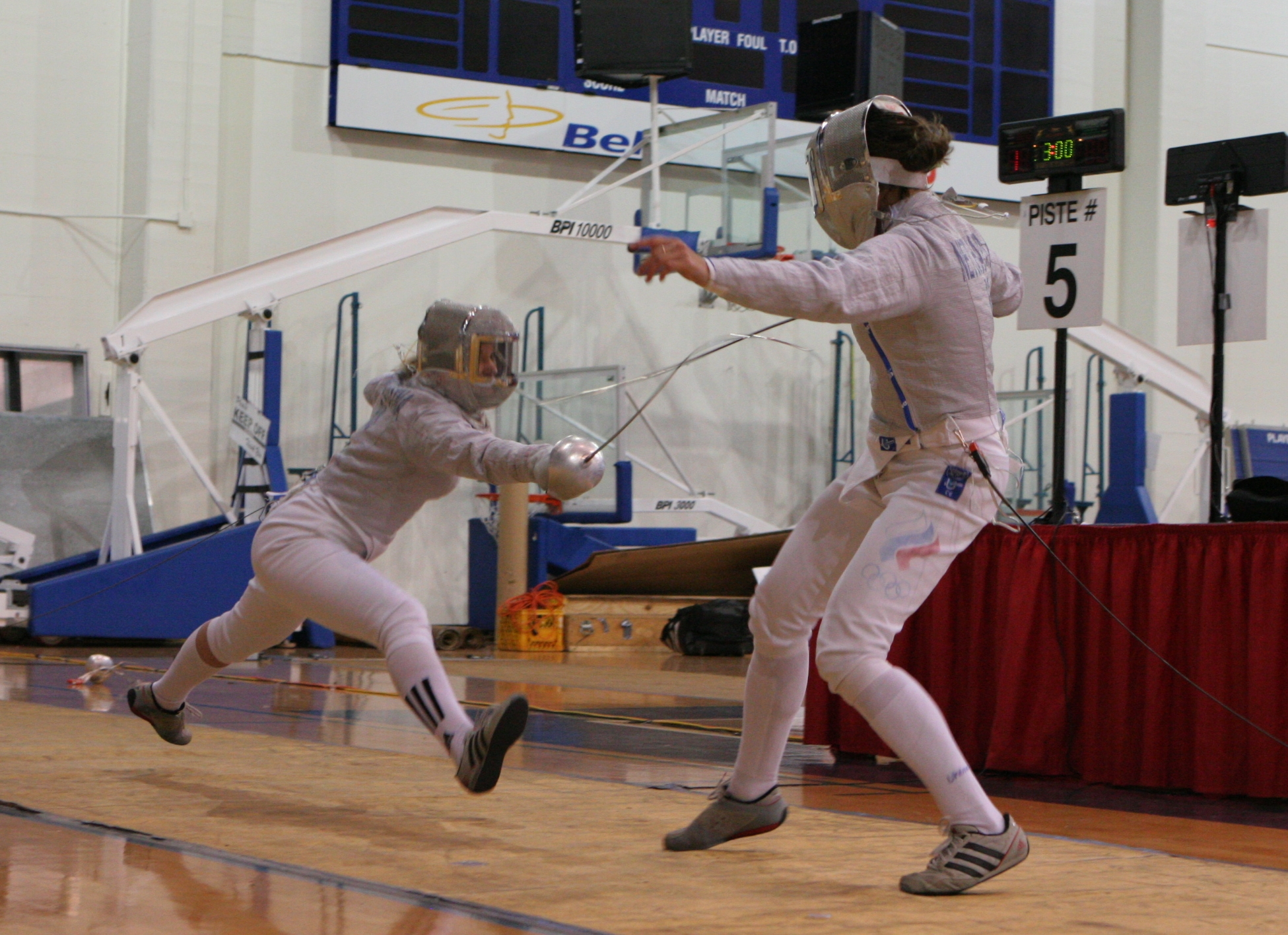
Кормилицына / Нечаева. Ванкувер 2005.
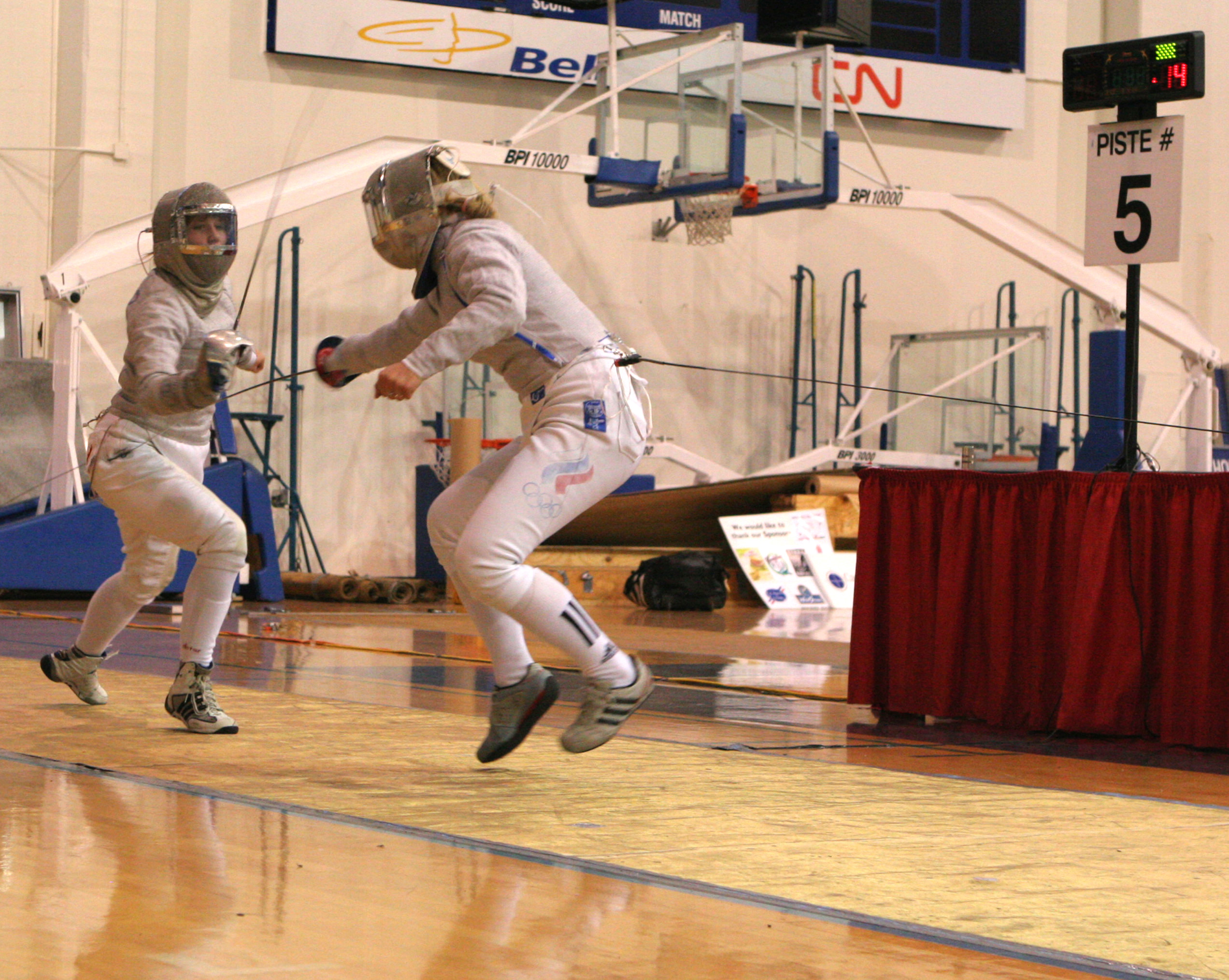
Клотье / Кормилицына. Ванкувер 2005.
- Шэнь Чэнь / Кормилицына. Московская сабля, 29 мая 2016